# Poecilotylus paraguayensis
Poecilotylus paraguayensis är en tvåvingeart som beskrevs av Günther Enderlein 1922. Poecilotylus paraguayensis ingår i släktet Poecilotylus och familjen skridflugor.
Artens utbredningsområde är Paraguay. Inga underarter finns listade i Catalogue of Life.